# Postupice
Postupice är en ort i Tjeckien.   Den ligger i regionen Mellersta Böhmen, i den centrala delen av landet, 50 km sydost om huvudstaden Prag. Postupice ligger 419 meter över havet och antalet invånare är 1 120.
Terrängen runt Postupice är platt åt nordost, men åt sydväst är den kuperad. Runt Postupice är det ganska glesbefolkat, med 38 invånare per kvadratkilometer. Närmaste större samhälle är Benešov, 8,8 km nordväst om Postupice. Omgivningarna runt Postupice är en mosaik av jordbruksmark och naturlig växtlighet.